# ادواردو مارتینی
ادواردو مارتینی (انگلیسی: Eduardo Martini؛ زادهٔ ۱۱ ژانویهٔ ۱۹۷۹) بازیکن فوتبال اهل برزیل است.
از باشگاه‌هایی که در آن بازی کرده‌است می‌توان به باشگاه فوتبال گرمیو و باشگاه ورزشی ژوونتود اشاره کرد.